# Павлов, Всеволод Владимирович
Все́волод Влади́мирович Па́влов (20 января 1898 — 16 февраля 1972) — советский учёный-египтолог, доктор искусствоведения, заслуженный деятель искусств РСФСР, член Союза художников СССР.

## Биография
Родился в помещичьем имении в селе Бурынь Путивльского уезда Курской губернии. Отец — Владимир Владимирович Павлов (1864—1942) — выпускник Пажеского корпуса, действительный статский советник, предводитель Путивльского дворянства (скончался в Пирее); мать — княжна Лидия Дмитриевна Вадбольская (1872—1948).
Детство и вся его последующая жизнь прошли в Москве, где он учился в гимназии и на отделении теории и истории искусств историко-филологического факультета Московского университета, в который он поступил в 1917 году. Увлечение искусством Древнего Египта проявилось у него ещё в ранней юности и с годами трансформировалось в глубокий профессиональный интерес. После первого курса, он был вынужден уехать в Крым. Возможно, вместе с родителями намеревался эмигрировать оттуда за границу, ибо принадлежал к дворянскому роду.
В 1924 году возобновил учёбу в университете, совмещая занятия с работой в Государственном музейном фонде. В 1929 году окончил университет, защитив дипломную работу по искусству Древнего Египта и в качестве студента-выдвиженца был направлен в аспирантуру Российской ассоциации научно-исследовательских институтов общественных наук. В том же году стал сотрудником отдела Древнего Востока Государственного музея изобразительных искусств (ГМИИ), где проработал более тридцати лет.
После окончания аспирантуры получил звание доцента и учёную степень кандидата искусствоведения. Впоследствии был удостоен звания действительного члена Музея изобразительного искусства, что приравнивалось к профессорскому званию высшего учебного заведения.
В 1934 году был назначен заведующим отделом Древнего мира ГМИИ, который тогда объединял древневосточные и античный подотделы. В тот же период он начал руководить экспозицией античного отдела, а с 1935 года стал завотделом Древнего Востока ГМИИ. В 1935 году принимал участие в III Международном конгрессе по археологии и искусства Ирана, проходившем в Ленинграде.
Во время Великой Отечественной войны активно участвовал в обороне Москвы и охране ДМОО.
Работая в Государственном музее изобразительного искусства, он также занимался педагогической деятельностью — читал лекции в Государственном институте театрального искусства в 1931—1941 гг. и других вузах; был профессором Московского государственного университета. В университете на протяжении полувека он вёл лекционные курсы и семинары по искусству Древнего Востока, включая Древний Египет, Переднюю Азию и историю искусств стран Ближнего и Дальнего Востока. Впоследствии к этим курсам присоединились ещё курсы античного искусства.
В 1957 году посетил Египет и Сирию, а в 1960 году принимал участие в XXV Международном конгрессе востоковедов (Москва).
Умер 16 февраля 1972 года в Москве, где и был похоронен на Ваганьковском кладбище.

## Семья
Супруга — Екатерина Алексеевна Некрасова (1905—1989), известный советский искусствовед, специалист по английскому и русскому искусству. Внучка чувашского просветителя и педагога Ивана Яковлевича Яковлева. Их дети:
- Дочь —  Павлова Екатерина Всеволодовна (1934—2015) — пушкинист, кандидат искусствоведения, заслуженный работник культуры Российской Федерации.
- Сын — Павлов Владимир Всеволодович (род. 1940) — советский и российский актёр театра и кино, заслуженный артист Российской Федерации.

## Научное наследие
- «Очерки по искусству Древнего Египта» (1936)
- «Скульптурный портрет в Древнем Египте» (1937)
- «Египетская скульптура в Государственном музее изобразительных искусств им. А. С. Пушкина. Малая пластика» (1949)
- «Скульптурный портрет Древнего Египта» (1957)
- «Художественное ремесло Древнего Египта» (соавт., 1959)
- «Русская дореволюционная и советская наука о египетском искусстве» (1960)
- «Искусство Древнего Египта» (1962)
- «Фаюмский портрет» (1965)
- «Египетский портрет I—IV вв.» (1967)

## Награды
- медаль «3а доблестный труд в Великой Отечественной войне»
- медаль «За оборону Москвы».
- на фасаде Бурынского краеведческого музея открыта мемориальная доска В. В. Павлову.